# Faro de Inisheer
El Faro de Inisheer (en inglés: Inisheer Lighthouse) es un faro situado en la isla de Inisheer, la más pequeña de las islas de Aran, en la Bahía de Galway, Condado de Galway, Irlanda. Guía la entrada a la citada bahía y al puerto de Galway.

## Historia
La Autoridad del Puerto de Galway (Galway Harbour Commissioners) solicitó al Ballast Board, antecesor del Commisioners of Irish Lights, el organismo a cargo de la gestión de las ayudas a la navegación de Irlanda, la construcción de un nuevo faro en las Islas de Aran, ya que el Faro de Inishmore no cumplía las exigencias de señalización de la entrada a la bahía y puerto de Galway. Para suplirlo se determinó instalar dos faros, uno en Inisheer y otro, el Faro de Eeragh, en la parte norte de la isla de Inishmore. El diseño de ambos faros corrió a cargo de George Halpin dando comienzo su construcción en 1853.
Comenzaron a funcionar el 1 de diciembre de 1857, apagándose el de Inishmore esa misma fecha. El Faro de Insheer tenía una óptica de primer orden que emitía una luz fija blanca con un sector rojo señalizando el arrecife de Finnis.
El 31 de enero de 1913 fue instalada una lámpara de incandescencia alimentada con parafina y cambiada su característica a una isofase de 20 segundos, es decir, 10 segundos de iluminación y 10 segundos de ocultación.
El 31 de marzo de 1978 fue automatizado y electrificado, instalándose una lámpara de vapor de mercurio alimentada con tres generadores diésel, manteniendo la óptica de 1913. El vigilante del faro reside a unos dos kilómetros del faro y está radiocomandado desde ahí.

## Características
El faro emite una luz blanca o roja, en función de la dirección, en isofase de 12 segundos, es decir, está iluminado durante 6 segundos y oscurecido durante otros 6. Emite luz roja en el sector entre 245° y 269° y oscurecido entre 115° y 231°. En el resto de sectores la luz es blanca. Su alcance nominal nocturno es de 20 millas náuticas en el caso de la luz blanca y de 16 millas náuticas en el caso de la luz roja.
Además el faro está equipado con una baliza radar o RACON que emite la letra K en código Morse con un alcance de 13 millas náuticas.